# Пентлінг
Пентлінг (нім. Pentling) — громада в Німеччині, розташована в землі Баварія. Підпорядковується адміністративному округу Верхній Пфальц. Входить до складу району Регенсбург.
Площа — 32,64 км2. Населення становить 6192 ос. (станом на 31 грудня 2020).